# Hallelujah (Leonard Cohen)
Hallelujah è un singolo scritto e interpretato dal cantautore canadese Leonard Cohen del 1984. Del brano esistono innumerevoli cover ad opera di altri artisti, tra le quali ebbero particolare successo quelle di John Cale (1991), Jeff Buckley (1994), Rufus Wainwright (2001) e Alexandra Burke (2008).

## Composizione e pubblicazione

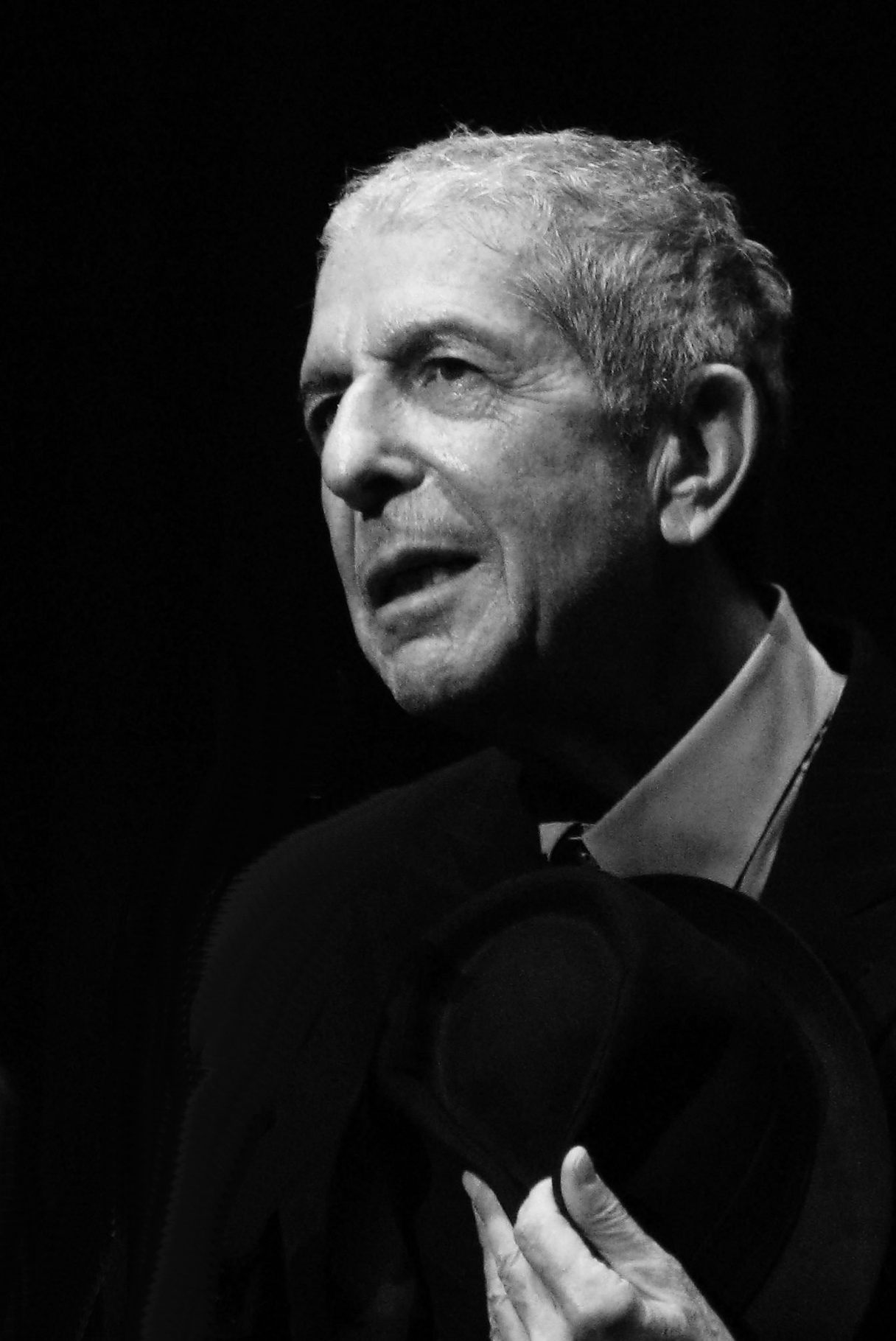
Leonard Cohen, autore e interprete originario del brano, fotografato durante un concerto del 2008.

Il brano è l'esito di un processo compositivo lungo e complesso. Bob Dylan affermò in un'intervista che, nel backstage di un concerto, Leonard Cohen gli aveva confidato di aver impiegato circa due anni per completare la scrittura di Hallelujah. Lo stesso Cohen confermò l'episodio, aggiungendo però di aver mentito, perché si vergognava di rivelare che in realtà aveva impiegato un tempo ancora più lungo di quanto dichiarato. Cohen aggiunse di aver scritto oltre 80 strofe per il brano, tra le quali scelse poi le sei che rientrarono nella versione iniziale della canzone, incisa per l'album del 1984 Various Positions e per il 45 giri omonimo dello stesso anno, che ha come lato B il brano The Law. Il singolo non ebbe inizialmente alcun successo commerciale. Cohen descrisse le difficoltà nella composizione citando un episodio in particolare:
Il brano fu poi registrato nello studio Metropole di Manhattan, nella città di New York, insieme al produttore John Lissauer, che collaborò all'intero album da cui il singolo è tratto, occupandosi anche degli arrangiamenti.
Nel 2009, durante un'intervista rilasciata al Guardian, Cohen affermò che anche la pubblicazione del brano, così come quella dell'intero album Various Positions, fu piuttosto complessa, in quanto la casa discografica Sony Music riteneva che il materiale non fosse abbastanza buono. Cohen aggiunse così di considerare la popolarità ottenuta da Hallelujah attraverso i suoi molti interpreti come una sorta di piccola rivincita nei confronti dell'iniziale diffidenza dimostrata dalla casa discografica.
La canzone è stata inoltre oggetto di un documentario del 2008 andato in onda su BBC Radio 2, fa parte di innumerevoli colonne sonore cinematografiche e di telefilm ed è stata spesso usata nell'ambito di competizioni canore televisive come The X Factor e Idol.
Nel 2009 il regista Zack Snyder utilizzò la canzone di Cohen inserendola nella colonna sonora del suo adattamento di Watchmen; sempre Snyder scelse di riutilizzare la canzone per il trailer della sua director's cut di Justice League.

## Descrizione
Hallelujah, nella sua versione originale, è in 6/8, che evoca sia valzer che tempo gospel. È stato scritto nella tonalità di do maggiore, e i versi della canzone fanno riferimento alla funzione armonica degli accordi su cui sono stati scritti:
Gli accordi a cui si fa riferimento sono il IV grado (nel caso di Do maggiore, il Fa maggiore), il V grado (Sol maggiore), "la ricaduta minore" (ovvero il VI grado, La minore) e la "salita maggiore" (indicata dal passaggio dal VI grado al IV grado, armonicamente imparentati).

## Temi trattati
La versione iniziale del brano contiene molti riferimenti ai testi biblici dell'Antico Testamento. Una seconda versione della canzone fu incisa dal vivo nel 1988 e in seguito pubblicata nell'album Cohen Live del 1994. I versi utilizzati in questa occasione furono privati della maggior parte dei rimandi al testo sacro, dando origine così ad una versione con un finale molto più oscuro rispetto a quello della precedente.
Il tema religioso non è però l'unico argomento attorno al quale ruota il brano, che tratta anche di una storia d'amore finita male e di esperienze di vita non proprio felici. Secondo Alan Connor della BBC, le due diverse versioni di Hallelujah realizzate da Cohen, «una biblica e una secolare, ci portano attraverso un immenso spettro di luoghi emozionali, con le diverse alleluia ad esprimere disperazione, estasi sessuale e devozione religiosa».
Dorian Lynskey del Guardian scrisse che i versi del brano «abbracciano in modo criptico i temi dell'amore, del sesso, della violenza, della religione e dell'atto stesso di scrivere canzoni». Cercando di spiegare il significato del brano, Cohen dichiarò che:
Il tema del sesso assume un ruolo fondamentale nel brano, ulteriormente accentuato nella versione del 1988. Anche l'interpretazione di Buckley fa leva soprattutto su questo aspetto, omettendo le due strofe della versione originale che si riferiscono invece al tema della redenzione. Lo stesso Buckley dichiarò in un'intervista che «chiunque ascolti chiaramente Hallelujah scoprirà che è una canzone che parla di sesso, di amore, della vita sulla terra. L'alleluia non è un omaggio a una persona adorata, a un idolo o a Dio, ma è l'alleluia dell'orgasmo. È un'ode alla vita e all'amore».
Gli accordi utilizzati all'interno del brano, come già accennato, vengono descritti in maniera molto esplicita nei primissimi versi della canzone. In virtù della tonalità del brano (originariamente composto in Do maggiore):
- il verso «it goes like this, the fourth, the fifth» viene accompagnato dalla sequenza di accordi «Do / Fa / Sol7», rispettivamente 1°, 4° e 5° della tonalità di riferimento;
- la sezione si conclude con le parole «the minor fall and the major lift»: esse fanno riferimento al passaggio dal la minore al fa.

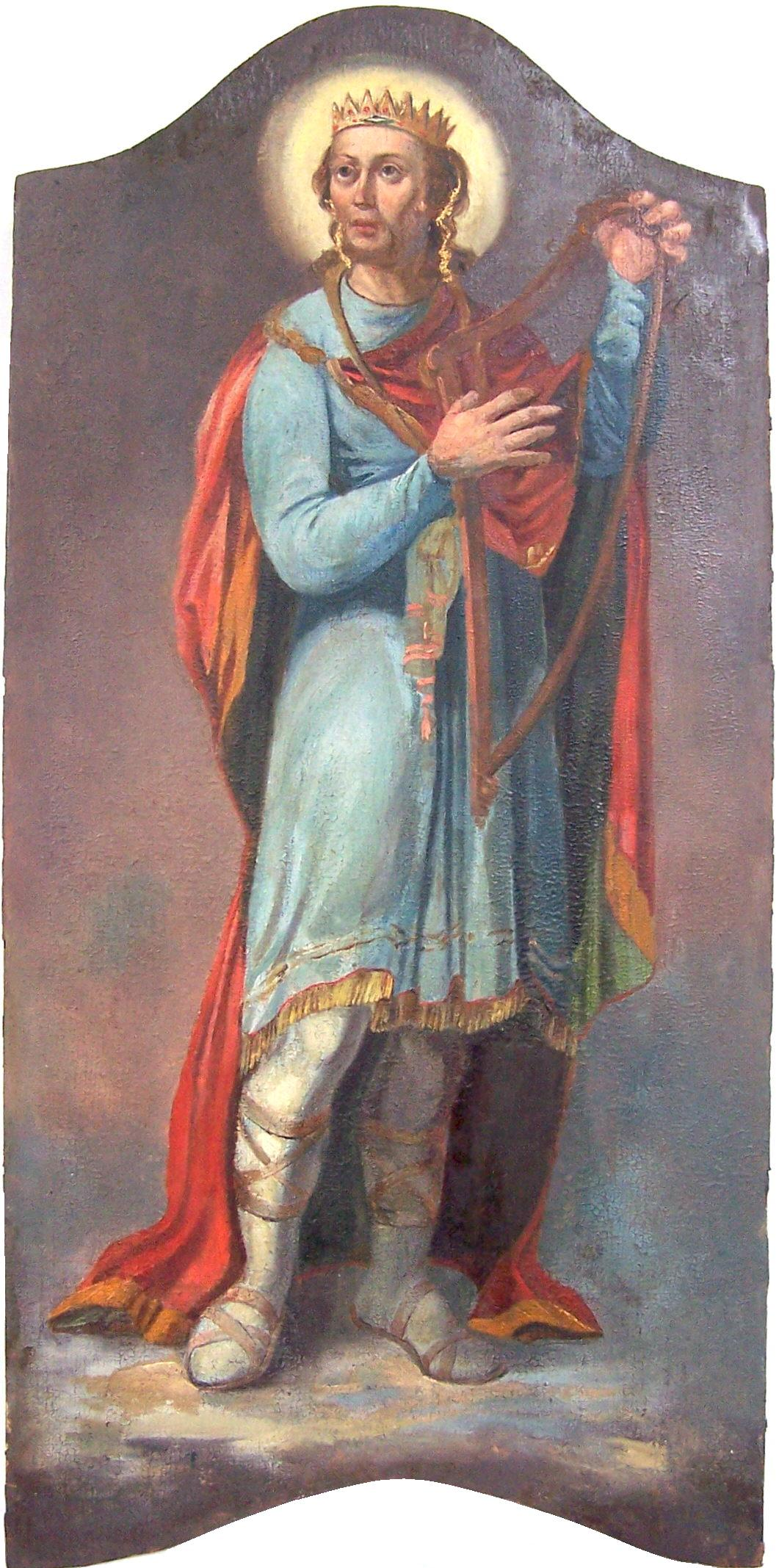
David, qui rappresentato in un affresco del XVIII secolo, viene citato nella prima strofa della canzone.

La prima strofa della canzone si apre citando Davide, secondo re d'Israele. La canzone fa riferimento a quanto raccontato nel libro di Samuele, nel quale si narra che David, suonando l'arpa, riuscisse a calmare lo spirito malvagio sceso sul suo predecessore Saul. I versi successivi riprendono anche l'episodio in cui Davide, dopo aver visto, dalla terrazza del palazzo regale, Betsabea, moglie di Uria l'Ittita, farsi il bagno, intraprese una relazione con tale donna. Il rapporto tra i due portò alla gravidanza di lei e si concluse con la morte di Uria, spedito in prima fila durante una battaglia per ordine dello stesso Davide.
La strofa successiva fa riferimento invece a Sansone e all'innamoramento con Dalila, che lo convinse a rivelarle il segreto della sua forza, che risiedeva nei suoi capelli. La donna rivelò così il segreto ai Filistei, i quali tagliarono i capelli a Sansone, portandolo verso la sua fine, che si sarebbe poi compiuta con la distruzione per vendetta di un tempio pagano nella quale lui stesso perse la vita insieme ad altre 3.000 persone.

## Formazione
Musicisti che compaiono nella versione originale del brano
- Leonard Cohen – voce
- Richard Crooks – batteria
- John Crowder – basso, cori
- Erin Dickins – cori
- Crissie Faith – cori
- Ron Getman – cori

- Lani Groves – cori
- Yvonne Lewis – cori
- John Lissauer – tastiere, cori
- Sid McGinnis – chitarra
- Merle Miller – cori
- Anjani Thomas – cori

## Tracce
45 giri
1. Hallelujah – 4:36 (Leonard Cohen)
2. The Law – 4:27 (Leonard Cohen)

45 giri in edizione limitata di Leonard Cohen e Jeff Buckley (2012)
1. Hallelujah – 4:36 (Leonard Cohen) – Interpretata da Leonard Cohen
2. Hallelujah – 6:53 (Leonard Cohen) – Interpretata da Jeff Buckley

## Classifiche
| Classifica (2007-10) | Posizione massima |
| -------------------- | ----------------- |
| Austria              | 67                |
| Paesi Bassi          | 27                |
| Svezia               | 16                |
| Regno Unito          | 36                |

## Cover

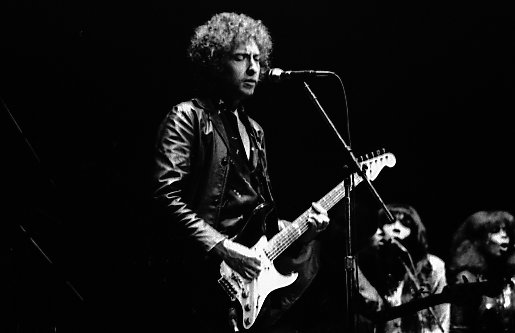
Bob Dylan fu uno dei primi a interpretare dal vivo una cover del brano, presentandola già nel 1988.

Nonostante l'iniziale insuccesso, nel corso degli anni si susseguirono molte reinterpretazioni di Hallelujah ad opera sia dello stesso Cohen, che ne modificò ripetutamente il testo, sia di molti altri artisti. Già nel 2010 si contavano circa 200 cover del brano registrate e pubblicate ufficialmente. Numerosi altri artisti hanno invece eseguito il brano dal vivo, senza mai pubblicarne una versione. L'elevato numero di cover, spesso realizzate per trasmissioni televisive o per le colonne sonore di film, spinse alcuni critici e fan a richiedere una sorta di moratoria per fermarne l'uso, che Cohen commentò nel 2009 dichiarando di considerare eccessivo il numero degli interpreti del brano. Nel gennaio 2012 Cohen confermò di aver avuto in alcune occasioni l'istinto di esporsi personalmente per fermare la continua pubblicazione di cover del brano, aggiungendo però di aver poi cambiato idea e di essere felice che il suo brano venisse cantato da altri. Nel 1988, un anno dopo l'uscita della versione originale del brano, Bob Dylan ne fornì un'interpretazione dal vivo durante un concerto al Montreal Forum.
La prima cover ad essere pubblicata fu registrata nel 1991 da John Cale, ex leader dei Velvet Underground, che realizzò un nuovo arrangiamento del brano. Altre versioni popolari a livello nazionale sono state realizzate dalla seconda metà degli anni 2000 in poi. In particolare, il quartetto composto dai cantanti Espen Lind, Kurt Nilsen, Askil Holm e Alejandro Fuentes portò il brano in vetta alle classifiche norvegesi tra il 2006 e il 2007, mentre Alexandra Burke ottenne un notevole successo in Regno Unito e Irlanda con la sua versione pubblicata nel 2008. L'anno successivo fu invece una cover dell'olandese Lisa Lois ad ottenere il successo nei Paesi Bassi, dove la sua versione di Hallelujah diventò il singolo più venduto dell'anno. Nel 2010 fu poi la volta dei cantanti belgi Natalia e Gabriel Ríos, che pubblicarono un singolo benefico in supporto delle vittime del terremoto di Haiti, raggiungendo la vetta della Ultratop 50 relativa alle vendite nella regione delle Fiandre. In supporto della stessa causa benefica fu pubblicata anche una versione dal vivo interpretata da Justin Timberlake e Matt Morris, eseguita durante il telethon Hope for Haiti Now e inclusa nell'omonimo album. Il 12 febbraio 2010 viene cantata da k.d. lang alla cerimonia di apertura dei XXI Giochi Olimpici Invernali di Vancouver.
Tra gli artisti più noti a livello internazionale che abbiano pubblicato una versione di Hallelujah si ricordano anche Bono, i Bon Jovi, Il Divo, Susan Boyle, Damien Rice e Michael Bolton. Alcuni artisti hanno inoltre realizzato degli adattamenti in diverse lingue, come l'italiano, il danese e lo spagnolo.
Tra coloro che invece hanno eseguito pubblicamente Hallelujah senza però mai pubblicarla ufficialmente si citano Annie Lennox, che nel 2007 cantò il brano durante il programma televisivo Taratata della televisione pubblica francese, Sheryl Crow, Amy Macdonald e gli Elio e le Storie Tese, che il 12 settembre 2001 aprirono il loro concerto al Palavobis di Milano con una cover di questa canzone come omaggio alle vittime degli attentati dell'11 settembre 2001 avvenuti il giorno precedente. Di grande rilievo la versione interpretata, nella trasmissione "Tu si que vales", da Veronica Franco, giovane diciannovenne gravemente malata e poi deceduta a causa della leucemia. 

### Cover di John Cale
Nel 1991 John Cale registrò la prima versione del brano. Inclusa nella raccolta-tributo a Cohen realizzata da vari artisti.

### Cover di Espen Lind, Kurt Nilsen, Askil Holm e Alejandro Fuentes
Nel corso del 2006, i cantanti norvegesi Espen Lind, Kurt Nilsen, Askil Holm e Alejandro Fuentes registrarono una nuova cover del brano, pubblicandola come singolo ed inserendola nell'album Hallelujah Live, frutto della collaborazione tra i quattro artisti. La traccia venne anche registrata dal vivo all'Oslo Spektrum.

### Cover di Jeff Buckley
Il cantautore Jeff Buckley realizzò quella che potrebbe essere la più nota cover del brano. Originariamente uscita con l'album Grace del 1994, la cover di Buckley uscì in formato singolo solo tredici anni dopo.

### Cover di Alexandra Burke
Nel 2008 la canzone fu riportata sotto i riflettori dall'interpretazione della cantante inglese Alexandra Burke, che la pubblicò come singolo di debutto subito dopo aver ottenuto la vittoria della quinta edizione del talent show britannico The X Factor. Venne anche pubblicata nell'album Overcome del 2009.

### Elenco delle cover pubblicate (parziale)
| Anno | Interprete                                              | Prima pubblicazione                                   | Note |  |
| ---- | ------------------------------------------------------- | ----------------------------------------------------- | --- |  |
| 1991 | John Cale                                               | I'm Your Fan                                          | - Inclusa nella raccolta-tributo a Cohen realizzata da vari artisti.                                                         |  |
| 1994 | Jeff Buckley                                            | Grace                                                 | |  |
| 1995 | Bono                                                    | Tower of Song: The Songs of Leonard Cohen             | - Inclusa nella raccolta-tributo a Cohen realizzata da vari artisti.                                                         |  |
| 1996 | Enrique Morente & Lagartija Nick                        | Omega                                                 | - Versione flamenco in spagnolo intitolata Aleluya (Hallelujah No. 2).                                                       |  |
| 1999 | Patricia O'Callaghan                                    | Slow Fox                                              | |  |
| 2001 | Rufus Wainwright                                        | Shrek: Music from the Original Motion Picture         | - Incisa per la colonna sonora del film d'animazione Shrek.                                                                  |  |
| 2001 | Fred Eaglesmith                                         | CMT Christmas                                         | |  |
| 2002 | Chris Botti                                             | December                                              | - Versione strumentale eseguita alla tromba.                                                                                 |  |
| 2003 | Francesco Baccini                                       | La notte non dormo mai - Live on tour 2002            | - Versione in italiano con testo adattato da Baccini ed Enrico Nascimbeni, intitolata Shrek alleluia.                        |  |
| 2003 | Allison Crowe                                           | Hymns of the 49th Parallel                            | |  |
| 2003 | Elisa                                                   | Lotus                                                 | |  |
| 2003 | Eugenio Finardi                                         | Il silenzio e lo spirito                              | |  |
| 2004 | Steffen Brandt & Tina Dickow                            | På danske læber                                       | - Adattamento in danese. |  |
| 2004 | Anthony Michael Hall                                    | Dead Zone Original Soundtrack Album                   | |  |
| 2004 | k.d. lang                                               | Tidings (EP)                                          | |  |
| 2004 | Lucky Jim                                               | Die fetten Jahre sind vorbei Original Soundtrack      | |  |
| 2004 | Julie Felix                                             | I Walk with Beauty                                    | |  |
| 2004 | Kathryn Williams                                        | Relations                                             | - Registrata dal vivo. |  |
| 2005 | Kevin Max                                               | Between the Fence and the Universe                    | |  |
| 2005 | Clare Bowditch                                          | Triple J: Live a Version: Vol. 1                      | - Registrata dal vivo durante il programma radiofonico Like a Version in onda su ABC Triple J.                               |  |
| 2005 | Popa Chubby                                             | Wild Live!                                            | - Registrata dal vivo. |  |
| 2006 | Espen Lind, Kurt Nilsen, Askil Holm e Alejandro Fuentes | Hallelujah Live                                       | - Registrata dal vivo all'Oslo Spektrum.                                                                                     |  |
| 2006 | Willie Nelson                                           | Songbird                                              | |  |
| 2006 | Susanna and the Magical Orchestra                       | Melody Mountain                                       | |  |
| 2006 | Damien Leith                                            | The Winner's Jouney                                   | - Registrata dal vivo durante il talent show Australian Idol.                                                                |  |
| 2007 | Bon Jovi                                                | Lost Highway (singolo)                                | - Registrata dal vivo durante il Live Earth nel 2007.                                                                        |  |
| 2007 | Yaron Herman Trio                                       | A Time for Everything                                 | - Versione jazz suonata al pianoforte.                                                                                       |  |
| 2008 | Kate Voegele                                            | Don't Look Away                                       | - Inclusa come traccia bonus nella riedizione dell'album.                                                                    |  |
| 2008 | Katherine Jenkins                                       | Sacred Arias                                          | |  |
| 2008 | Il Divo                                                 | The Promise                                           | - Adattamento in spagnolo intitolato Aleluya.                                                                                |  |
| 2008 | Paramore                                                | The Final Riot!                                       | - Registrata dal vivo, è un'introduzione al brano omonimo della band.                                                        |  |
| 2008 | Alexandra Burke                                         | Hallelujah (singolo)                                  | - Inclusa anche nell'album Overcome del 2009.                                                                                |  |
| 2008 | Michael McDonald                                        | Soul Speak                                            | |  |
| 2008 | Jason Castro                                            | Jason Castro                                          | - Interpretata durante il talent show American Idol.                                                                         |  |
| 2009 | Valentina Giovagnini                                    | L'amore non ha fine                                   | - Traccia bonus dell'album postumo della cantante.                                                                           |  |
| 2009 | Amaury Vassili                                          | Vincerò                                               | |  |
| 2009 | Lisa Lois                                               | Hallelujah (singolo)                                  | - Inclusa anche in versione acustica nell'album Smoke.                                                                       |  |
| 2009 | Cluster                                                 | Steps                                                 | - Registrata a cappella. |  |
| 2010 | Justin Timberlake & Matt Morris                         | Hope for Haiti Now                                    | - Registrata dal vivo durante il telethon Hope for Haiti Now.                                                                |  |
| 2010 | Natalia & Gabriel Ríos                                  | Hallelujah (singolo)                                  | - Pubblicato per raccogliere fondi in supporto alle vittime del terremoto di Haiti del 2010.                                 |  |
| 2010 | Renée Fleming                                           | Dark Hope                                             | |  |
| 2010 | Neil Diamond                                            | Dreams                                                | |  |
| 2010 | Susan Boyle                                             | The Gift                                              | |  |
| 2011 | Brandi Carlile                                          | Live at Benaroya Hall with the Seattle Symphony       | - Registrata dal vivo nel 2010 con l'Orchestra Sinfonica di Seattle.                                                         |  |
| 2011 | Michael Bolton feat. MB's Childrens Choir               | Gems: The Duets Collection                            | |  |
| 2011 | Damien Rice                                             | Rock and Roll Hall of Fame, Vol. 10: 2008-2009 (Live) | - Registrata dal vivo nel 2008 in occasione dell'introduzione di Cohen nella Rock and Roll Hall of Fame.                     |  |
| 2011 | Axel Rudi Pell                                          | The Ballads IV                                        | |  |
| 2012 | Valerio Scanu                                           | Così diverso                                          | - Traccia bonus nell'edizione digitale dell'album.                                                                           |  |
| 2012 | Virginio                                                | Ovunque                                               | - Traccia bonus nell'edizione digitale dell'album.                                                                           |  |
| 2012 | Karise Eden                                             | My Journey                                            | |  |
| 2012 | Bastian Baker                                           | Hallelujah (singolo)                                  | |  |
| 2012 | Adam Sandler & Paul Shaffer                             | 12-12-12: The Concert for Sandy Relief                | - Parodia del brano eseguita dal vivo durante il concerto per raccogliere fondi a supporto delle vittime dell'uragano Sandy. |  |
| 2012 | Beatriz Luengo                                          | Bela y Sus Moskitas Muertas (Deluxe Edition)          | |  |
| 2013 | Chiara Iezzi                                            | Hallelujah (singolo)                                  | |  |
| 2014 | Cristina D'Avena                                        | Magia di Natale (Deluxe Edition)                      | |  |
| 2016 | Ivana Spagna                                            | Hallelujah (singolo)                                  | Live nel Tour 2016 |  |
| 2016 | Pentatonix                                              | Hallelujah (singolo)                                  | |  |
| 2016 | Patric Scott feat. Cristina Scuccia                     | Hallelujah (singolo)                                  | |  |
| 2017 | Sergio Sylvestre                                        | Big Christmas                                         | |  |
| 2020 | Andrea Bocelli                                          | Believe                                               | |  |
| 2024 | Santi Francesi feat. Skin                               | Festival di Sanremo 2024                              | - Interpretata nella serata delle cover del Festival                                                                         |  |

### Cover entrate in classifica
| k.d. lang | 2004 | 13 | —  | —  | —  | 2 | 40 | —  | —  | 23 | 11 | —  | 12 | 21 | —   | 61 | - CAN: Platino |
| Rufus Wainwright                                                                                               | 2007 | —  | —  | —  | —  | — | —  | —  | —  | —  | —  | —  | —  | —  | 100 | —  |                |
| Bon Jovi | 2007 | —  | 29 | —  | —  | — | —  | —  | —  | —  | —  | —  | —  | —  | —   | —  |                |
| Kate Voegele                                                                                                   | 2008 | —  | —  | —  | —  | — | —  | —  | —  | —  | —  | —  | —  | —  | 53  | 68 |                |
| Lisa Lois | 2009 | —  | —  | —  | —  | — | —  | 99 | —  | 1  | —  | —  | —  | —  | —   | —  | - NL: Platino  |
| Justin Timberlake & Matt Morris feat. Charlie Sexton                                                           | 2010 | —  | 22 | 25 | 31 | 5 | 37 | —  | —  | —  | —  | 8  | 10 | —  | 91  | 13 |                |
| Natalia & Gabriel Ríos                                                                                         | 2010 | —  | —  | 1  | 6  | — | —  | 81 | —  | —  | —  | —  | —  | —  | —   | —  | - BEL: Platino |
| Karise Eden | 2012 | 2  | —  | —  | —  | — | —  | —  | —  | —  | —  | 35 | —  | —  | —   | —  | - AUS: Platino |
| Bastian Baker                                                                                                  | 2012 | —  | —  | —  | 55 | — | —  | —  | 18 | —  | —  | —  | —  | 24 | —   | —  |                |
| Il simbolo "—" indica una versione che non è stata pubblicata o non è entrata in classifica in quella regione. |      |    |    |    |    |   |    |    |    |    |    |    |    |    |     |    |                |

Note
1. ↑  L'anno indicato nella tabella è l'anno di prima pubblicazione del brano, non l'anno nel quale è entrato in classifica.
2. ↑  La cover di Hallelujah interpretata da Bastian Baker non è entrata nella Ultratop, la classifica dei 50 singoli più venduti nella regione belga della Vallonia, ma ha raggiunto la posizione numero 5 nella Ultratip, che rappresenta un'estensione alla Ultratop 40.

## Utilizzo all'interno di colonne sonore
Hallelujah è spesso utilizzata in televisione e nei film per accompagnare scene drammatiche. È stata utilizzata nelle colonne sonore dei seguenti film: Basquiat, The Edukators, Sballati d'amore, Shrek, Saint Ralph, (nell'interpretazione di Gordon Downie dei Tragically Hip) Deliver Us from Evil, Kissed by Winter, Barfuss, Lord of War, Watchmen e When Night is Falling.
Tra le serie TV Holby City, Falcon Beach, The L Word, Hollyoaks, Cold Case, The Shield, Nip/Tuck, Crossing Jordan, Drama and Nicole e Sense8.
| Anno | Serie televisiva               | Episodio                   | Episodio                      | Episodio                  | Interprete                   |
| Anno | Serie televisiva               | Numero                     | Titolo originale              | Titolo in italiano        | Interprete                   |
| ---- | ------------------------------ | -------------------------- | ----------------------------- | ------------------------- | ---------------------------- |
| 2001 | Scrubs - Medici ai primi ferri | 1ª stagione, 4º episodio   | My Old Lady                   | La mia vecchia signora    | John Cale                    |
| 2002 | West Wing                      | 3ª stagione, 21º episodio  | Posse Comitatus               | Una serata a New York     | Jeff Buckley                 |
| 2003 | Senza traccia                  | 1ª stagione, 23º episodio  | Fall Out: Part II             | In memoria: 2ª parte      | Jeff Buckley                 |
| 2003 | The O.C.                       | 1ª stagione, 2º episodio   | The Model Home                | Il nascondiglio perfetto  | Jeff Buckley                 |
| 2004 | The O.C.                       | 1ª stagione, 27º episodio  | The Ties That Bind            | Nodi al pettine           | Jeff Buckley                 |
| 2004 | LAX                            | 1ª stagione, 9º episodio   | Thanksgiving                  | —                         | Jeff Buckley                 |
| 2005 | Dr. House - Medical Division   | 2ª stagione, 1º episodio   | Acceptance                    | Accettazione              | Jeff Buckley                 |
| 2006 | Criminal Minds                 | 1ª stagione, 17º episodio  | A Real Rain                   | Il giustiziere            | Jeff Buckley                 |
| 2006 | The O.C.                       | 3ª stagione, 25º episodio  | The Graduates                 | I diplomati               | Imogen Heap                  |
| 2006 | Grey's Anatomy                 | 2ª stagione, 21º episodio  | Superstition                  | Se un soldino troverai... | Jeff Buckley                 |
| 2006 | Grey's Anatomy                 | 2ª stagione, 21º episodio  | Superstition                  | Se un soldino troverai... | Dr. Moses McNeil and Company |
| 2006 | Grey's Anatomy                 | 2ª stagione, 21º episodio  | Superstition                  | Se un soldino troverai... | Rufus Wainwright             |
| 2007 | Ugly Betty                     | 2ª stagione, 7º episodio   | A Nice Day for a Posh Wedding | Il giorno delle nozze     | Jeff Buckley                 |
| 2007 | E.R. - Medici in prima linea   | 13ª stagione, 23º episodio | The Honeymoon Is Over         | La luna di miele è finita | Jeff Buckley                 |
| 2008 | One Tree Hill                  | 5ª stagione, 17º episodio  | Hate Is Safer Than Love       | Un'operazione rischiosa   | Kate Voegele                 |